# 寧夏回族自治区
寧夏回族自治区（ねいか かいぞく じちく）は、中華人民共和国西北部に位置する自治区である。ニンシャー・ホイ族自治区とも呼ばれる。首府は銀川市。

## 地理
自治区北部は内モンゴル自治区、南部は甘粛省と接する。東部の一部は陝西省と接している。
自治区は黄河の上流域に位置し、地勢は全体として南が高く北が低い。南部は黄土高原や六盤山地が大部分を占め、北部は寧夏平原が大部分を占め、西北部は賀蘭山が占めている。
黄河沿いの寧夏平原には、銀川をはじめとする都市が集中し、人口も集中している。
中部の固原より北は北部、南は南部と区分されている。
砂漠化が進んでいる地域の一つでもある。

### 気候
1月の平均気温は北部が－10度、南部が－8度、7月の平均気温は北部が22度、南部が18度で、北部が南部より温度差が大きいのが特徴である。
年の平均降水量は北部が約200ミリ、南部が500ミリで、南部が湿潤で北部が乾燥している。

## 民族
回族はイスラム教徒で、長年の混血のため外見上は漢族と見分けがつかないが、起源は元代に中国に流入したテュルク人・ペルシア人・アラブ人などの西域民族とされている。回族が自治区人口の三分の一を占め、残りはほとんどが漢族である。

## 歴史
秦の属地の北地郡であり、漢代には朔方郡となった。宋代には党項民族が勢力を拡大して西夏王国を建国した。西夏の国都は興慶府に在り、シルクロードを押さえて強盛を誇るもモンゴル帝国に侵攻され、チンギス・カンは西夏遠征中に六盤山で死去した。元代に寧夏路が設置されたが、この頃から西方民族が流入してイスラム化が進行した。明代には寧夏衛が置かれた。1591年に起きた明への叛乱である哱拝の乱は別名「寧夏の役」とも呼ばれている。清代には寧夏府が置かれた。
中華民国成立後も甘粛省寧夏道とされたが、1929年に寧夏省が新設された。六盤山は長征最後の難所となり、中国共産党が実効支配する陝甘寧辺区も成立した。中華人民共和国成立後は甘粛省寧夏地区とされたが、1958年に省級の寧夏回族自治区が設置され現在に至る。

## 行政区画
寧夏回族自治区は5地級市（地区クラスの市）を管轄する。 
| №                                    | 名称           | 中国語表記     | 拼音                  | 面積 (Km2) | 人口 (2020年) | 政府所在地 |
| ------------------------------------ | -------------- | -------------- | --------------------- | ---------- | ------------- | ---------- |
| #                                    | 寧夏回族自治区 | 宁夏回族自治区 | Níngxià Huízú Zìzhìqū | 66400.00   | 7,202,654     | 銀川市     |
| 寧夏回族自治区の行政区画             |                |                |                       |            |               |            |
| 銀川市 石嘴山市 呉忠市 固原市 中衛市 |                |                |                       |            |               |            |
| — 地級市 —                           |                |                |                       |            |               |            |
| 1                                    | 銀川市         | 银川市         | Yínchuān Shì          | 8874.61    | 2,859,074     | 金鳳区     |
| 2                                    | 石嘴山市       | 石嘴山市       | Shízuǐshān Shì        | 5208.13    | 751,389       | 大武口区   |
| 3                                    | 呉忠市         | 吴忠市         | Wúzhōng Shì           | 21420.14   | 1,382,713     | 利通区     |
| 4                                    | 固原市         | 固原市         | Gùyuán Shì            | 13449.03   | 1,142,142     | 原州区     |
| 5                                    | 中衛市         | 中卫市         | Zhōngwèi Shì          | 17448.09   | 1,067,336     | 沙坡頭区   |

## 経済
黄河が流れる寧夏平原は昔から魚や米がよく収穫され、「天下黄河富寧夏」といわれた。
農業における主要な作物は、北部ではコムギ・米・トウモロコシ・アブラナ・テンサイ・スイカ等、南部では麦・ゴマなどが有る。また、自治区は中国でも上位に位置する著名な羊の毛皮の産地で、中国各地に売られている。
国際的にも高品質の石炭、太西石炭を産出する。また石膏の埋蔵量は中国一。

## 教育
- 寧夏大学（中国語版）
- 寧夏師範大学（中国語版）
- 北方民族大学（中国語版）
- 寧夏医科大学（中国語版）